# Bahnhof Legnica

Der Bahnhof Legnica ist der zentrale Personenbahnhof der niederschlesischen Stadt Legnica (Liegnitz) in Polen. Der Bahnhof liegt an der Hauptstrecke Wrocław Muchobór–Gubinek, die nur noch östlich von Legnica Teil der Strecke Berlin–Breslau ist. Er verknüpft die Hauptstrecke mit der Bahnstrecke Katowice–Legnica und den Bahnstrecken nach Jerzmanice-Zdrój (Bad Hermsdorf an der Katzbach) und Gwizdanów (Queissen).
Der Bahnhof wurde im Jahr 1844 eröffnet. Das heutige Bahnhofsgebäude mit der Bahnsteighalle wurde in den 1920er Jahren gebaut. Nach dem Zweiten Weltkrieg wurde Liegnitz polnisch. Heute ist der Bahnhof ein Eisenbahnknoten im polnischen Nah- und Fernverkehr in der Mitte Niederschlesiens. Auch grenzüberschreitende Züge nach Deutschland verkehren über Legnica.

## Lage
Der Bahnhof befindet sich nördlich des Stadtzentrums an der Gabelung der Ulica Dworcowa und der Ulica Kolejowa, die vor dem Empfangsgebäude den Bahnhofsvorplatz begrenzen. Der ehemalige Güterbahnhof liegt an der kurzen Ulica Kolejowa östlich des Empfangsgebäudes. Die Bahnstrecken durchqueren die Stadt in Ost-West-Richtung. Östlich überqueren die Gleise die Ulica Stacyjna, die Kaczawa (Katzbach) und führen anschließend vorbei an der Abstellgruppe im Süden und dem Bahnbetriebswerk im Norden.
Die westliche Bahnhofsausfahrt führt über die Ulica Brama Głogowska am Postamt 1, die Ulica Marii Skłodowskiej-Curie und trennt sich dann in die Bahnstrecken in Richtung Złotoryja (Goldberg i. Schlesien), Miłkowice (Arnsdorf (b Liegnitz)) und Lubin (Lüben).

## Geschichte

Das erste Empfangsgebäude aus dem Jahr 1844

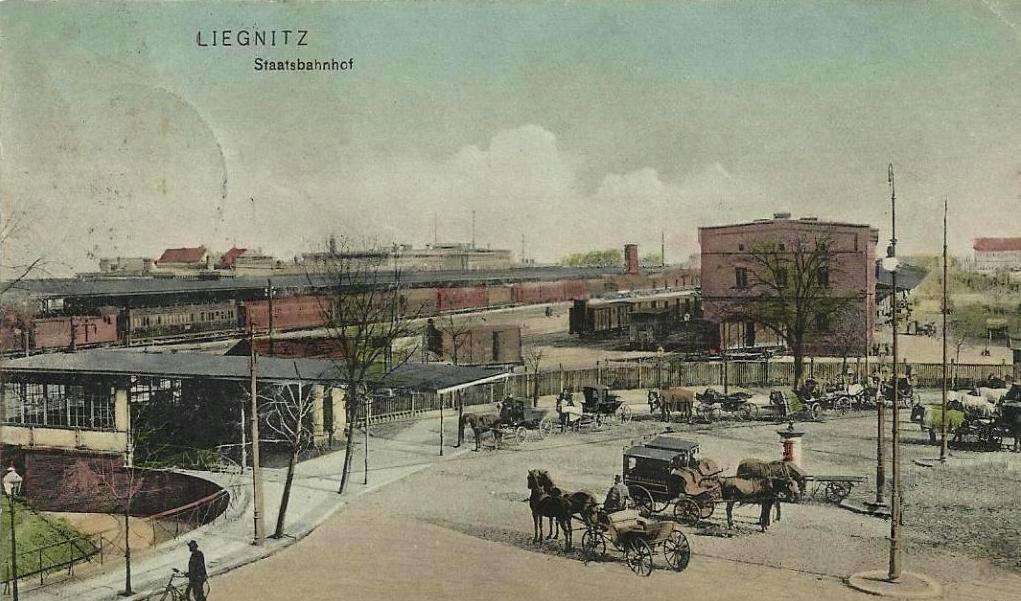
Der Inselbahnhof aus dem Jahr 1880

Anfang der 1840er Jahre wurde die Niederschlesisch-Märkische Eisenbahngesellschaft (NME) gegründet. Aufgabe der Gesellschaft war der Bau einer Bahnstrecke von der preußischen Landeshauptstadt Berlin in die schlesische Provinzhauptstadt Breslau. Der Bau der Strecke wurde in mehrere Bauabschnitte unterteilt. Die Bauarbeiten im Abschnitt Liegnitz–Breslau begann nach der Erteilung der Lizenz am 27. November 1843. Der Bauabschnitt konnte schließlich nach zweiwöchiger Probefahrt am 19. Oktober 1844 eröffnet werden. Der Bahnverkehr auf dem westlich weiterführenden Teilstück über Haynau bis Bunzlau konnte am 1. Oktober 1845 aufgenommen werden. Am 1. September 1846 konnte erstmals die komplette Strecke befahren werden. Weitere 10 Jahre später konnte die Breslau-Schweidnitz-Freiburger Eisenbahn-Gesellschaft die Bahnstrecke Striegau–Jauer–Liegnitz dem Verkehr übergeben. Schließlich folgte am 1. Oktober 1871 die Eröffnung der Bahnstrecke von Liegnitz über Parschwitz, Steinau (Oder), Raudten und Queissen nach Glogau.
Im Jahr 1875 wurde der neue Abschnitt Arnsdorf–Modlau–Sagan der Strecke Berlin–Breslau eröffnet und verkürzte somit die Bahnfahrt in Richtung Berlin. Neun Jahre später folgte am 15. Oktober die Einweihung der Bahnstrecke Liegnitz–Goldberg.
Das erste Empfangsgebäude entstand 1844 etwa 200 Meter westlich des heutigen. Der Entwurf stammte von J. Manger. Das zentrale Gebäude mit den zwei Türmen ist erhalten. Es befindet sich an der Ulica Dworcowa gegenüber dem Busbahnhof an den Ausfahrtsgleisen in Richtung Westen. Das zweite Bahnhofsgebäude wurde weiter in Richtung Osten verschoben und in Insellage errichtet. Der neue Bahnhof wurde am 10. Mai 1880 feierlich eröffnet. Das Empfangsgebäude war durch einen Tunnel, der unter den Gleisen durchführte, mit der Stadt verbunden. Nach einiger Zeit zeichnete sich ab, dass auch der Neubau für den wachsenden Verkehr zu klein war. Als erster Schritt wurde eine Güterumfahrung von Arnsdorf im Westen nördlich um Liegnitz konzipiert. Die Bauarbeiten begannen 1914, dauerten jedoch bis nach dem Ersten Weltkrieg an. Die Güterumfahrung mündet ca. 1,5 Kilometer östlich des Bahnhofs wieder auf die Hauptstrecke ein und wurde am 15. Oktober 1925 dem Verkehr übergeben. Schließlich entstand in den 1920er Jahren auch das neue Empfangsgebäude südlich der Gleise und die Bahnsteighalle.

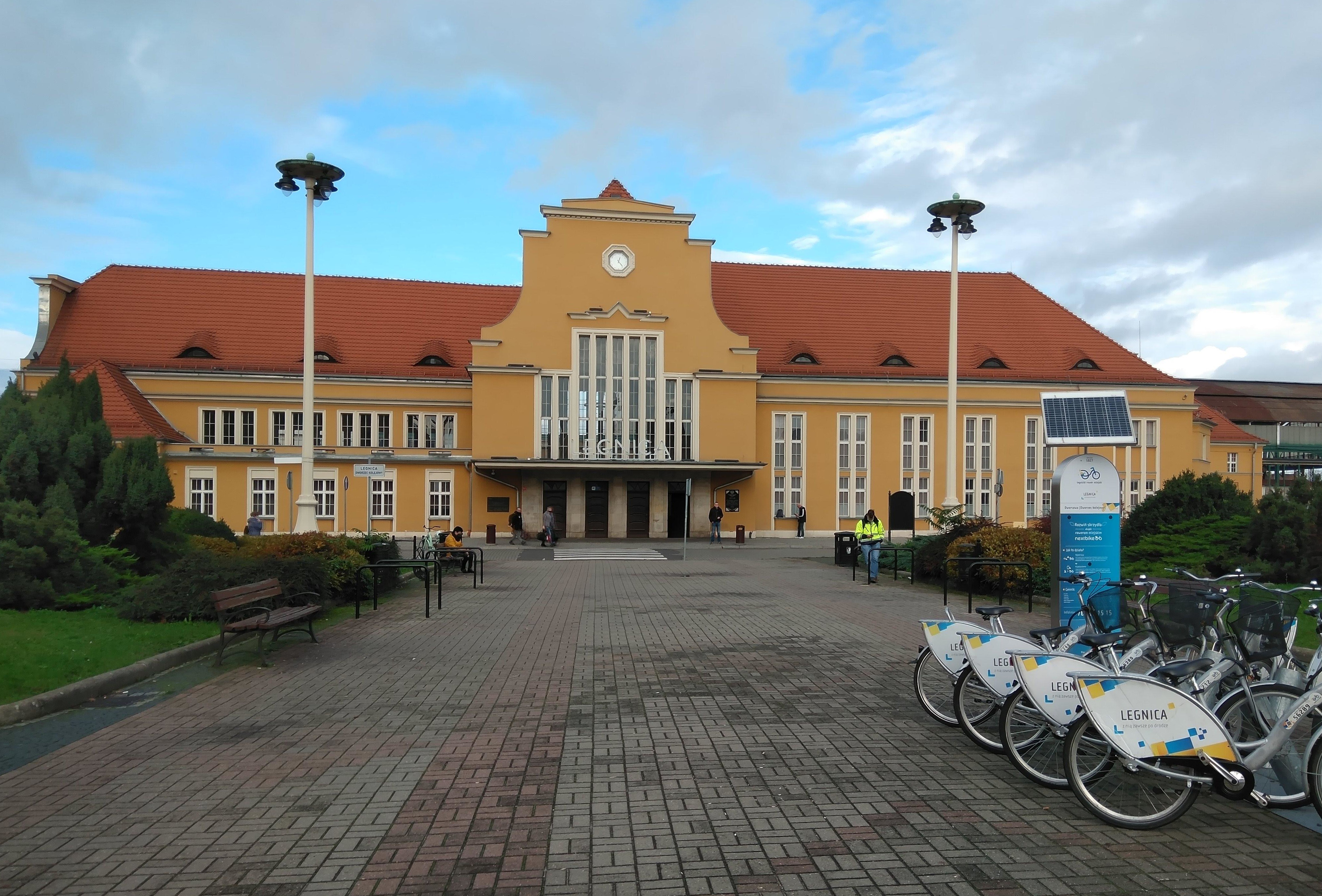
Blick vom Bahnhofsvorplatz auf das Empfangsgebäude aus den 1920er Jahren

Anfang Februar 1945 nahm die Rote Armee die Stadt ein. Nach dem Ende des Zweiten Weltkrieges wurde Niederschlesien unter polnische Verwaltung gestellt. Die Stadt erhielt den polnischen Namen Legnica. Am 19. August 1945 übergab die sowjetische Militäradministration die Verwaltung des Bahnhofs an die polnischen Eisenbahner. Daran erinnert seit 6. Oktober 1946 eine Gedenktafel am Eingang.
In den 1980er Jahren wurden mehrere Strecken in Niederschlesien elektrifiziert. 1984 begann die Elektrifizierung der Bahnstrecke zwischen Breslau und Legnica mit drei Kilovolt Gleichspannung. Es folgte 1985 die Strecke nach Węgliniec, 1986 nach Rudna Gwizdanów und 1988 nach Złotoryja.
Das Bahnhofsgebäude wurde in den 2000er Jahren modernisiert und restauriert. In den 2020er Jahren wurde die Bahnhofshalle und die Gleisanlage umfangreich restauriert und instand gesetzt.

## Bauwerk

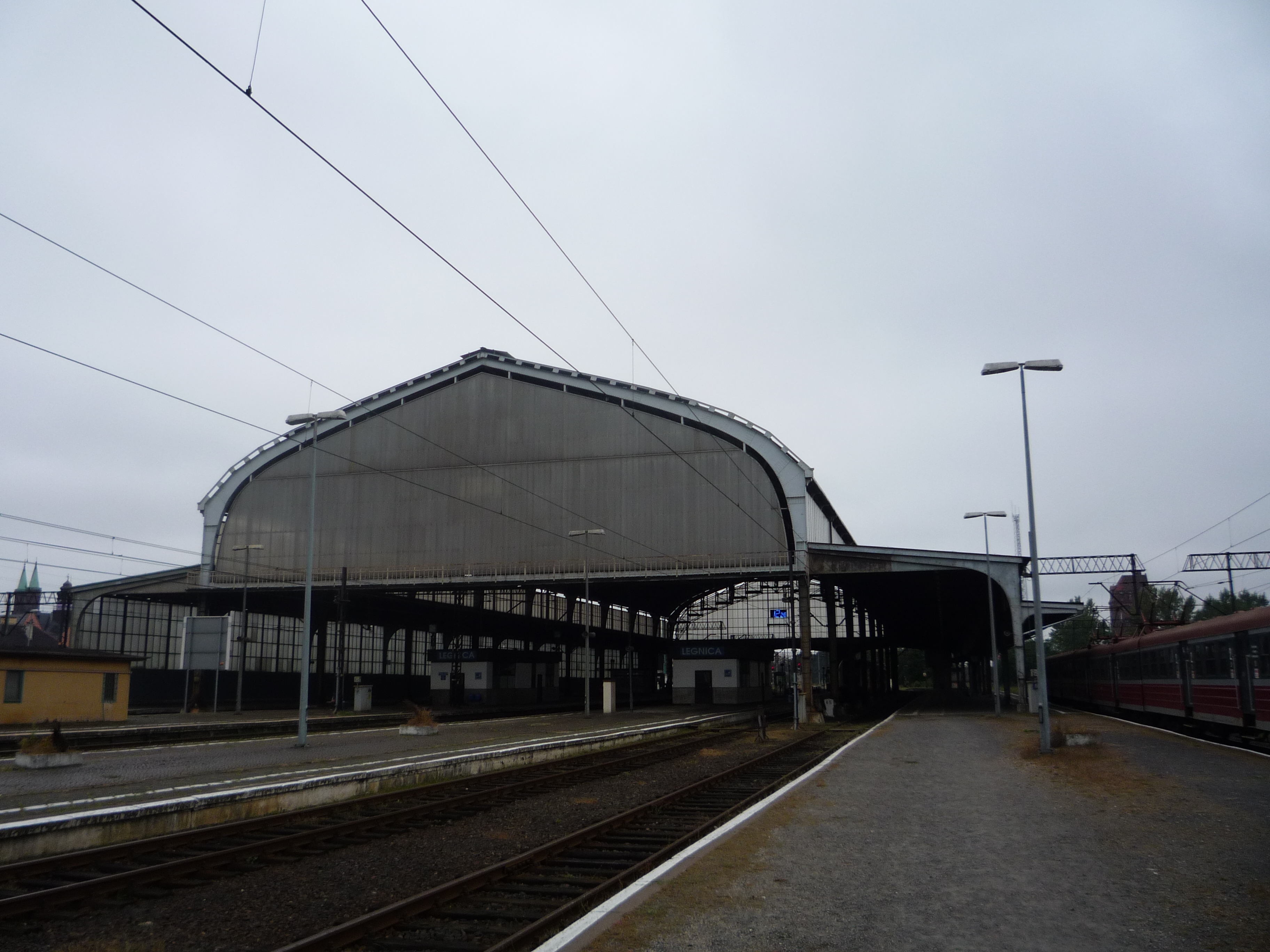
Blick von Osten auf die Bahnsteighalle

Das heutige Empfangsgebäude wurde zwischen 1922 und 1929 gebaut. Auf Grund der Gartenbau- und Gewerbe-Ausstellung Liegnitz (GUGALI) wurde der neue Bahnhof bereits im Juni 1927 eröffnet. Die feierliche Eröffnung erfolgt erst nach kompletter Fertigstellung am 7. Dezember 1929. Das Empfangsgebäude entstand im expressionistischen Stil erbaut und erhielt diesmal eine Bahnsteighalle. Das Hauptschiff der Halle in Form eines Tudorbogens überspannt die mittleren Gleise, die benachbarten Nebenschiffe jeweils ein Gleis. Die Halle ist 46 Meter breit und formal angelehnt an die des Hamburger Hauptbahnhofs. In westlicher Richtung schließt sich an die Halle noch eine über die gesamte Breite geschlossene Bahnsteigüberdachung an.
Der Bahnsteig I ist der Außenbahnsteig am Gleis 1, der sich direkt nördlich an das Empfangsgebäude anschließt. In Richtung Norden folgen der Postbahnsteig zwischen den Gleisen 3 und 4 und der Bahnsteig II mit den Gleisen 5 und 6 an der Südseite der Bahnsteighalle. Gleis 5 hat nur eine Bahnsteigüberdachung, die an die Stahlkonstruktion der Bahnsteighalle anschließt. Das Gleis 6 befindet sich bereits unter dem Nebenschiff der Halle. Unter dem Hauptschiff folgt der Bahnsteig III mit den Gleisen 7 und 8 sowie der Bahnsteig IV mit den Gleisen 9 und 10. Unter dem nördlichen Nebenschiff befindet sich das Gleis 11 am Bahnsteig V. Die nördliche Hälfte des Bahnsteigs V hat ebenso wie Gleis 5 nur eine Bahnsteigüberdachung. Der westliche Tunnel unterhalb der Gleise führt vom Empfangsgebäude bis zum Bahnsteig V und hat Aufgänge zu allen Bahnsteigen. Der zweite, östliche Tunnel führt lediglich vom Bahnsteig I bis zur Ulica Ścinawska.
Das Bahnhofsensemble mit dem Empfangsgebäude, der Bahnsteighalle, dem Expeditionsgebäude, der Bahnhofspost und dem Wasserturm stehen seit 28. Dezember 1987 unter Denkmalschutz (Registernummer: 635/801/L).

## Verwaltung
Liegnitz gehörte zur Königlichen Eisenbahndirection zu Breslau, der späteren Reichsbahndirektion Breslau. Zum 1. April 1899 wurde die Maschineninspektion Glogau nach Liegnitz verlegt. Weiterhin befanden sich in Liegnitz die Eisenbahn-Betriebsämter Liegnitz I und II, die Eisenbahn-Maschinenämter Liegnitz I und II, ein Eisenbahn-Verkehrsamt sowie eine selbständige Bauabteilung. Ende der 1920er Jahre unterstanden dem Reichsbahn-Maschinenamt (RMA) Liegnitz das Bahnbetriebswerk (Bw) Arnsdorf (b. Liegnitz), das Bw Liegnitz mit den Lokbahnhöfen Goldberg, Jauer, Maltsch, Ober Kauffung und Raudten sowie das Bw Sagan und das Bw Sommerfeld. 1941 kam auch das Bw Kohlfurt mit dem Lokbahnhof Freiwaldau zum RMA Liegnitz.

## Verkehr

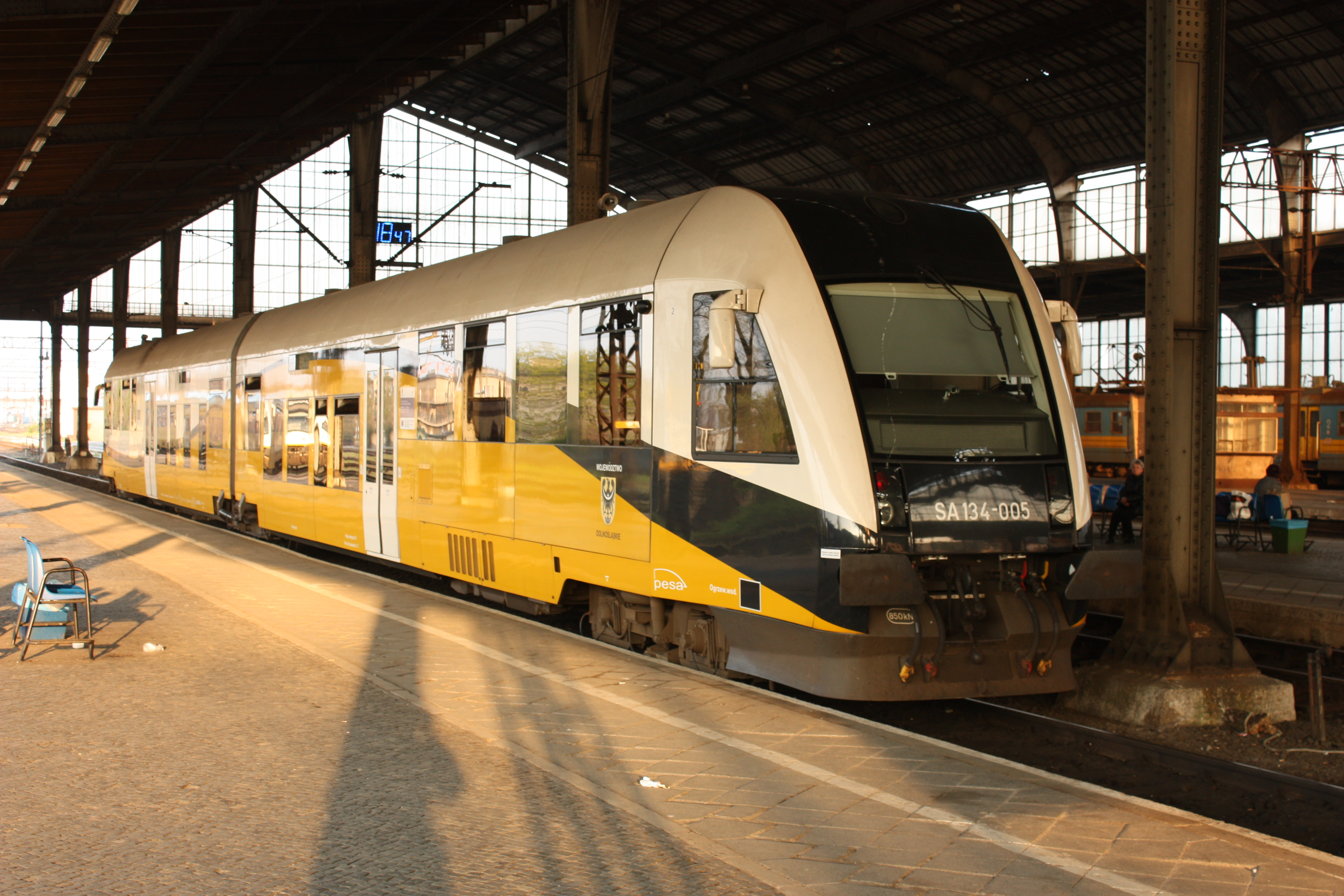
Dieseltriebwagen der Baureihe SA134 in der typischen gelb-weißen Farbgebung der Koleje Dolnośląskie

| Zuggattung       | Linienverlauf | Betreiber                    |
| ---------------- | --- | ---------------------------- |
| Regionalzug      | Legnica – Wrocław Główny (– Jelcz-Laskowice) | Koleje Dolnośląskie          |
| Regio            | Legnica – Wrocław Główny | Przewozy Regionalne          |
| Regionalzug      | (Wrocław Główny –) Legnica – Chojnów – Bolesławiec – Węgliniec (– Zgorzelec – Lubań Śląski – Gryfów Śląski – Jelenia Góra)                                                   | Koleje Dolnośląskie          |
| Regionalzug      | Legnica – Żagań – Żary | Koleje Dolnośląskie          |
| Regionalzug      | Legnica – Jawor – Świdnica Miasto (– Kłodzko Główne – Kłodzko Miasto bzw. Dzierżoniów Śląski)                                                                                | Koleje Dolnośląskie          |
| Regio            | Legnica – Żagań – Żary – Zielona Góra | Przewozy Regionalne          |
| EuroCity „Wawel“ | Kraków Główny – Kattowitz – Zabrze – Gliwice – Opole Główne – Wrocław Główny – Legnica – Bolesławiec – Węgliniec – Żary – Cottbus – Berlin Hauptbahnhof – Stendal – Lüneburg | DB Fernverkehr/PKP Intercity |
| RegioEkspres     | Wrocław Główny – Legnica – Chojnów – Bolesławiec – Węgliniec – Zgorzelec – Görlitz – Bautzen – Dresden Hauptbahnhof                                                          | DB Regio/Przewozy Regionalne |